# PowerBook 100
El PowerBook 100 és un ordinador personal subnotebook, fabricat per Apple Computer i introduït al mercat el 21 d'octubre de 1991, a la fira informàtica COMDEX, a Las Vegas, Nevada. El seu preu inicial era de 2.300 dòlars, sent el model més baix dels tres models de Powerbooks presentats alhora.
Les seves característiques es van semblar de prop a les del seu fallit antecessor, el Macintosh Portable: un Motorola 68000 a 16 megahertz (MHZ) de processador, 2–8 megaoctets (MB) de memòria, una pantalla de cristall líquid (LCD) monocromàtica retroiluminada de 9-polzada (23 cm) amb la resolució 640×400 píxels, i el System 7.0.1 de sistema operatiu. No tenia incorporat una disquetera i va ser cèlebre pel seu disseny compacte extraordinari, que contenia una trackball com a dispositiu apuntador abans del teclat per al seu fàcil ús.
El llavors director executiu (CEO) John Sculley va començar amb el projecte PowerBook el 1990, assignant un milió de dòlars per màrqueting. Malgrat el petit pressupost de màrqueting, la nova línia PowerBook va ser un èxit, generant més d'un miliard de dòlars en ingressos per Apple en el seu primer any. Sony dissenya i fabrica el PowerBook 100 en col·laboració amb el Apple Industrial Design Group, equip de disseny intern d'Apple. Va ser descatalogat el 3 de setembre de 1992, sent substituït pel PowerBook 145 i la sèrie PowerBook Duo. Des de llavors, ha estat elogiat en diverses ocasions pel seu disseny; PC World va nomenar al PowerBook 100 com el dècim ordinador personal més important de tots els temps el 2006, i l'edició als EUA de la revista Mobile PC va triar el PowerBook 100 com el gadget més gran de tots els temps el 2005.

## Història
Des de 1990, John Sculley, llavors CEO d'Apple, va supervisar el desenvolupament del producte per assegurar-se que Apple llançaria nous ordinadors al mercat més ràpidament. La seva nova estratègia era augmentar la quota de mercat baixant els preus i llançant més productes d'èxit. Aquesta estratègia va contribuir a l'èxit comercial dels equips de gamma baixa Macintosh Classic i Macintosh LC, ordinadors d'escriptori llançats per Apple el 1990. Sculley volia repetir l'èxit d'aquests productes amb la nova línia PowerBook.
Sculley va començar el projecte el 1990 i volia que el PowerBook es llancés en un any. El projecte tenia tres directius: John Medica, que va gestionar l'enginyeria per al nou ordinador portàtil; Randy Battat, que era el vicepresident de màrqueting de productes; i Neil Selvin, que va encapçalar l'esforç de comercialització. El 1991, els dos líders del mercat d'ordinadors portàtils eren Toshiba i Compaq, i tots dos han introduït models amb un pes inferior a 8 lliures (3.63 Kg). Medica, Battat, i Selvin decideixen que el disseny del PowerBook ha d'orientar-se per pesar menys que els seus competidors.
Sculley assigna un milió de dòlars al pressupost de màrqueting de la línia PowerBook, en contrast amb els 25 milions utilitzats al Macintosh Classic. Medica, Battat, i Selvin utilitzen la major part dels fons a produir i emetre un anunci en televisió que els espectadors recordessin. L'agència de publicitat Chiat/Day filma a l'estrella retirada de l'equip de bàsquet Los Angeles Lakers Kareem Abdul-Jabbar assegut incòmodament en un petit seient d'avió però escrivint còmodament en el seu PowerBook. El lema de l'anunci era: "Almenys les seves mans estan còmodes."
Apple presenta el PowerBook 100 el 21 d'octubre de 1991 al COMDEX de Las Vegas, amb altres dos models, el PowerBook 140 i el PowerBook 170. Tant l'anunci com el producte van tenir èxit. Apple va projectar unes vendes als EUA de més de 200.000 PowerBooks en el primer any, amb pics de demanda en els tres primers mesos del llançament. El gener de 1992, Apple va vendre més de 100,000 PowerBooks, per la qual cosa es va trobar sense equip suficients per atendre la demanda. Apple soluciona ràpidament el problema de subministrament, i les vendes de productes PowerBook aconsegueixen un miliard de dòlars en el primer any després del llançament. Apple supera a Toshiba i Compaq com a líder del mercat mundial d'ordinadors portàtils. Els PowerBook 100, 140, i 170 van contribuir en gran manera a l'èxit financer d'Apple el 1992. Al final de l'exercici, Apple va anunciar les seves xifres més elevades encara, 7,1 miliards de dòlars en ingressos i un augment de la quota de mercat mundial del 8 al 8,5 per cent, la més alta aconseguida en quatre anys.
No obstant això, la popularitat inicial dels PowerBook 100 no continua. Les vendes van disminuir, i des de desembre de 1991, els 140 i 170 es van convertir en els models més populars, perquè els clients estaven disposats a pagar més per un equip amb disquetera incorporada i segon port sèrie, dels quals el PowerBook 100 mancava. El 10 d'agost de 1992, Apple retira silenciosament el PowerBook 100 de la seva llista de preus però continua la venda de l'estoc existent a través de les seves pròpies botigues i altres orientades a les vendes al descompte al consumidor com Price Club. En aquestes tendes, una configuració amb 4 MB RAM i 40 MB de disc dur i una disquetera externa es van vendre per menys de 1.000 dòlars (uns 1.500 $ menys que el preu de catàleg de la configuració de 2MB/20MB/disquetera).
El 17 de setembre de 1992, Apple va retirar 60.000 PowerBook 100 a causa d'un potencial problema de seguretat. Es descobreix que un curtcircuit podria fondre un petit forat en la coberta, la qual cosa va ocórrer en tres dels 60.000 notebooks fabricats entre octubre i març de 1991. El dia de la retirada, les accions d'Apple van tancar a 47 $, caient 1,25 $, però alguns analistes van descartar la importància de la retirada. A més, les fonts d'alimentació originals han tingut problemes amb l'aïllament d'esquerdes que podrien causar un curtcircuit en un fusible de la placa mare; i l'ordinador era propens a les esquerdes en el connector de la font d'alimentació externa amb la placa mare, la qual cosa requereix canviar una placa mare amb un cost de 400 $ si la garantia estava caducada.

## Característiques
La major part dels components interns del PowerBook 100 es basaven en el seu predecessor el Macintosh Portable. Es va incloure una CPU Motorola 68HC000 a 16 MHz, 2 MB de memòria, manca de floppy disk drive, i costa aproximadament 2.300 $. Una unitat de disquet externa estava disponible per 279 $. Les dimensions del PowerBook 100 són una millora sobre el Portable. Té un diàmetre de 8.5 polzades (22 cm), 11 polzades (28 cm) d'ample, i 1.8 polzades (4.6 cm) d'alt, comparat amb el Portable, que té un diàmetre de 14.83 polzades (37.7 cm), 15.25 polzades (38.7 cm) d'ample i 4.05 polzades (10.3 cm) d'alt. Una altra innovació és l'ús de la menys cara pantalla de matriu passiva en lloc de la més nítida pantalla de matriu activa utilitzada en el Portable (i el 170). El PowerBook 100 inclou com sistema operatiu System 7.0.1 de sèrie, amb suport per a totes les versions fins a System 7.5.5. Apple, no obstant això, llança System 6.0.8L, la qual cosa permet al PowerBook 100 executar System 6. També pot utilitzar-se amb algunes versions anteriors de System 6, encara que Apple no ho suporta oficialment.
El PowerBook 100 té solament un port serial extern, dissenyat per al seu ús amb una impressora o un dispositiu compatible RS-422. És el primer Macintosh que omet el port de mòdem extern, oferint en el seu lloc com a opció un mòdem V.22bis intern per a comunicacions. A causa d'això, per primera vegada un usuari no pot imprimir directament i accedir a AppleTalk o a un mòdem extern més ràpid simultàniament, i dispositius com a interfícies MIDI avançades no poden utilitzar-se perquè requereixen de l'ús dedicat de tots dos ports. No obstant això pot instal·lar-se un port serial de mòdem desenvolupat per tercers fabricants en la ranura de mòdem intern per als consumidors que requereixin les funcions tradicionals.
Quan l'ordinador no està en ús, el contingut de la memòria es preserva mentre que la bateria de plom i àcid interna roman carregada. El PowerBook 100 Power Manager és un circuit integrat, habitualment situat a la placa mare del PowerBook, i és el responsable de la gestió d'energia de l'ordinador. Idèntica al del Macintosh Portable, controla la retroil·luminació de la pantalla, l'apagat del disc dur, i els processos d'hibernació i despertar, càrrega de la bateria, control del trackball, i processos de entrada/sortida (I/O). El 100 afegeix una nova prestació: bateries de liti de 3,5 volts alimenten contínuament una expansió de la memòria d'accés aleatori (RAM) mentre que la bateria del PowerBook 100 es canvia o quan l'equip va a ser desconnectat temporalment de totes les alimentacions elèctriques. Això el converteix en el candidat perfecte per utilitzar-ho amb el Disc RAM d'Apple per ajudar a perllongar la vida de la bateria accedint amb menys freqüència al disc dur, per la qual cosa el 100 és l'únic PowerBook que manté el contingut de la RAM en l'apagat i ordre de reduir el temps d'arrencada.
El PowerBook 100 és el primer PowerBook a incorporar el SCSI Disk Mode, que permet que l'equip s'utilitzi com una unitat de disc dur externa en els Macintosh de sobretaula. Això proporciona un mètode convenient per instal·lar programari en el PowerBook o transferir-ho al sobretaula, sense necessitat d'utilitzar l'opcional unitat externa de disquet. Un cable SCSI especialitzat amb un connector únic és necessari, no obstant això, per utilitzar qualsevol dispositiu SCSI amb els equips PowerBook. Un segon cable dedicat és necessari pel SCSI Disk Mode. Desenvolupaments de tercers van resoldre això en un adaptador HDI-30 a DB-25 amb un interruptor en la part superior per commutar entre la manera ordinador i la manera perifèrica. Aquesta prestació va ser única del 100 fins que Apple va introduir nous models PowerBooks més d'un any després.
Hi ha dues versions del teclat QWERTY del PowerBook 100: una versió per al mercat domèstic amb 63 tecles i una versió internacional ISO amb 64 tecles. La tecla caps lock en el PowerBook 100 no tenen una posició de bloqueig o un indicador LED de la seva situació, i per compensar-ho, el sistema operatiu System 7 inclou una extensió que instal·la un menú especial contenint el símbol de bloqueig de majúscules internacional en la cantonada superior dreta de la barra de menú.

## Disseny
Tant el PowerBook 140 com el 170 van ser dissenyats abans que el 100 per l'Apple Industrial Design Group, entre març de 1990 i febrer de 1991. L'estil del 100 es basa en aquests ordinadors i representa la primera millora de la línia PowerBook en les quals Apple es beneficia de les lliçons apreses en el desenvolupament de la carcassa dels equips més potents. El 100 es dissenya entre setembre i desembre de 1990, i conserva els mateixos elements de disseny, que són una variació del llenguatge de disseny Snow White que Apple ha vingut usant des de 1984. Específicament, planeja ranures de 2 mm (0.079 in) espaiades cada 10 mm (0.39 in) a més de la intenció d'igualar tota la línia de productes existent.
Apple recorre a Sony a finals de 1989 a causa que no té suficients enginyers per manejar el nombre de nous productes que s'han previst per al seu lliurament el 1991. Utilitzant un bàsic blueprint d'Apple, incloent una llista de xips i altres components, i l'arquitectura del Portable, el 100 és miniaturitzat i fabricat per Sony a San Diego (Califòrnia), i Japó. Els enginyers de Sony tenen poca experiència construint ordinadors personals però no obstant això van acabar el disseny de la màquina més petita i lleugera d'Apple en menys de 13 mesos, cancel·lant altres projectes i atorgant al PowerBook 100 la major prioritat. El president de Sony Norio Ohga va donar permís al gerent del projecte Kihey Yamamoto per contractar enginyers de qualsevol divisió de Sony.
Robert Brunner, cap de disseny industrial d'Apple en aquells dies, lidera l'equip de disseny que ha desenvolupat l'ordinador portàtil, inclòs el seu trackball i color granit. Brunner diu que va dissenyar el PowerBook "perquè fos tan fàcil d'usar i de transportar com un llibre normal". El color granit gris fosc ho distingeixen d'altres ordinadors portàtils de l'època i també d'altres productes Apple, que tradicionalment eren de color beix o gris platí. El trackball, un altre nou element de disseny, es va col·locar enmig de l'ordinador, permetent que el PowerBook es manegés fàcilment tant per destres com per esquerrans. Els dissenyadors estan tractant de crear una moda amb el disseny global de l'ordinador portàtil, que, al seu judici ho converteix en un accessori més personal, com una cartera o maletí. Brunner diu: "Diu alguna cosa sobre la identitat de la persona que el porta".

## Recepció
Crystal Waters de Home Office Computing va elogiar el disseny únic i efectiu del PowerBook 100 però es va mostrar decebut perquè el mòdem intern manca de la capacitat de rebre faxs, i la falta d'un port de monitor extern. La baixa capacitat del disc dur de 20 MB també va ser criticada. Una vegada instal·lades les aplicacions d'un usuari bàsic, queda poc espai per a programes i documents. Waters conclou: "Després d'haver utilitzat el 100 constantment en les últimes setmanes, sé que no se sentiran decebuts per la compra solament si s'opta per l'opció amb disc dur de 40 MB."
PC Week benchmark el PowerBook 100, contra el seu predecessor, el Macintosh Portable. El PowerBook 100 triga 5,3 segons a obrir un document de Microsoft Word i 2,5 segons a salvar-ho. El Portable triga 5,4 i 2,6 segons respectivament. PC Week va provar la vida útil de la bateria, obtenint 3 hores 47 minuts d'ús. Byte magazine conclou la seva revisió, "El PowerBook 100 és recomanat per a tractament de textos i tasques de comunicacions; els models de gamma alta ofereixen bastanta potència per a informes complexos, grans fulls de càlcul i gràfics professionals." MacWEEK el va descriure com a "ideal per a escriptors i d'altres amb un pressupost ajustat."
El PowerBook 100 segueix rebent el reconeixement de la premsa. PC World va nomenar al PowerBook 100 el dècim major PC de tots els temps en 2006, i el 2005, la revista nord-americana Mobile PC escull al PowerBook 100 com el major gadget de tots els temps, per davant del Sony Walkman i l'Atari 7800. El PowerBook 100 rep múltiples recompenses pel seu disseny, incloent el 1999 IDSA Silver Design of the Decade Award, Form magazine's 1993 Designer's Design Awards, l'ISDA Gold Industrial Design Excellence Award de 1992, l'Appliance Manufacturer Excellence in Design de 1992, i l'Industry Forum Design 10 Best de la Fira d'Hannover.

## Detalls Tècnics
Els detalls tècnics de PowerBook 100 són:
- CPU: Motorola 68HC000 a 15,667 MHz
- Velocitat del Bus: 16 MHz
- ROM : 256 kB
- RAM : 4 Megaoctets ampliables a 8. Memòria PSRAM de 100 ns. 2 MB a la placa mare i altres 2 en una ranura propietària
- Pantalla : 9 polzades (22,86 cm), monocrom matriu passiva (FSTN)[14] LCD retroil·luminada integrada, suporta una resolució interna de 640 × 400 en 4 bits (nivells de gris).
- Emmagatzematge
  - Una unitat de disquet SuperDrive de 3,5 i 1,44 MB externa opcional
  - Un disc dur SCSI de 20, 40 o 80 MB
  - Qualsevol dispositiu SCSI extern, com :
    - Unitats Iomega Bernoulli Box
    - Unitats de Disc magneto-òptic
    - Unitats Iomega Zip
    - Unitat SuperDisk (LS-120)
    - Unitat Iomega Jaz
    - Unitat Castlewood Orb
    - Unitat CD-ROM i gravadores
- Connectors :
  - 1 port SCSI (HDI-30)
  - 1 port d'unitat de disquet externa (HDI-20)
  - 1 port sèrie RS-422 amb Connector mini-DIN 8 (printer, AppleTalk).
  - 1 port ADB
  - 1 connector minijack d'auriculars : mono 8 bitscon una freqüència de mostreig de 22 kHz
  - Connector de seguretat Kensington
- Carcassa : en plàstic gris de 22 × 28 × 4,6 cm (8,5 x 11 x 1,8 polzades) i un pes de 2,31 Kg (5,1 lliures). Presenta dues patilles retractables per mantenir la caixa en un plànol inclinat. En el lateral dret es troba la bateria, que és accessible pel frontal. En l'esquerre dos botons, Interrupt i Reset i la unitat interna de disc dur. En la posterior, protegit per una trapa, el connector RS-422, el port ADB, port SCSI. Una segona trapa dona accés a les tres piles botó CR2430 (Backup Batteries). Finalment, un interruptor on/off està situat al costat de la presa de la font d'alimentació externa
- Teclat estàndard d'Apple de 63/64 tecles, ocupant 2/3 de la zona interior de la carcassa (10,6 x 3.5 0,5 polzades). L'altre terç ocupat per una trackball amb un polsador a la zona superior i una altra en la inferior, situada sota la barra d'espai. Tots dos usen internament interfície ADB
- Expansió :
  - 1 connector específic d'ampliacions de memòria SRAM, amb una velocitat mínima de 100 nanosegons
  - 1 slot comunicacions pel mòdem opcional
- Xarxa : AppleTalk
- Alimentació elèctrica :
  - Font d'alimentació externa 922-0043 24 W 2 A autocommutable 85–270 (100/240 nominal) V AC, 48–62 Hz (50-60 nominal). Sortida de 7.0–7.6 V (7.5 nominal); 5 mA–2 A (1,5 nominal).
  - Bateria de plom i àcid interna de 7 volts DC, amb fins a 150 minuts d'autonomia.
  - Bateria de backup: tres CR2430
- Sistema operatiu: System 6.0.8L, System 7.0.1 a System 7.5.5
- Gestalt ID: 24 (codi d'identificació d'ordinadors)
- Nom en codi: Elwood, Jake, O'Shanter & Bess, Asahi, Classic, Derringer, Rosebud,[38] i Sapporo[26]